# 崔玖
崔玖（JJ Tsuei，1926年—2018年9月28日），享年92歲，婦產科醫師，曾任美國開發總署「家庭計畫」的技術主持人，也投入中西醫整合研究的研究，後來參與花精治療、順勢療法、自然醫學等領域的研究。

## 生平[2]
- 1926年11月－生於山東毓璜頂醫院。
- 1937年－從上海遷離。
- 1945年－進入上海醫學院。
- 1949年－初抵台灣。
- 1952年－寄讀於國防醫學院完成學業，12月赴美。
- 1953年至1957年－在美國各家醫院任職。
- 1958年－在美結婚，成為婦產科專科醫師。
- 1959年－進入研究所。
- 1960年－擔任美國衛生福利教育部社區癌症研究計畫執行人試驗子宮抹片的可行性，子宮抹片因而推廣全美。
- 1970年－在台再婚，回台任國防醫學院副教授。
- 1970年5月至1974年7月-任台北榮民總醫院婦女醫學首任主任醫師[3]。
- 1972年－成立財團法人中華針灸科學研究基金會[4]。
- 1974年－針灸於世界轟動，順著針灸熱潮前往夏威夷研究針灸、任婦產科副教授。
- 1975年－創立了夏威夷的針灸執照考試制度。
- 1980年－於夏威夷初次接觸皮膚穴道電篩儀[5]。
- 1987年－籌備陽明傳統醫學研究所[6]，嘗試中西醫結合。
- 1988年－成立國際醫學科學研究基金會[7]。
- 1989年－成立圓山診所、於夏威夷舉辦第一屆國際生物能醫學研討會。
- 1997年－正式開始接觸花精療法。於夏威夷大學主辦第二屆國際生物能醫學研討會。
- 1998年－於馬利蘭大學主辦第三屆國際生物能醫學研討會。
- 2002年－主辦國際整體醫學大會第四屆生物能醫學研討會於台北。
- 2005年－於夏威夷國防會議中心主辦第五屆生物能醫學研討會。
- 2008年－四川震災，組團前往汶川教導當地醫療團隊使用穴道電診儀進行花精治療。並致力於將花精應用在治療愛滋病與其他醫界束手無策的傳染病研究上，推動取得醫學認証。
- 2011年－於國立中國醫藥研究所主辦第六屆生物能信息醫學研討會。
- 2014年－成立崔玖生物科技股份有限公司[8]。
- 2018年9月28日－逝世。

## 著作
1. 《崔玖跨世紀》The story of Julia J. Tsuei : GBridging over Millennium[9]作者：崔玖(Julia J. Tsuei ) 出版社：心靈工坊文化公司 出版日期：2002 年 12 月 01 日 ISBN 9572808435。
2. 《花精與花魂：崔玖談花精療癒力》The Power of Flower Essence Therapy[10]作者：崔玖、林少雯 出版社：心靈工坊文化公司 出版日期：2007 年 05 月 01 日  ISBN 9789867574992。
3. 《白袍下的悲歡》[11]作者：崔玖 出版社：正中書局 出版日期：1995年11月1日 ISBN 9789570910292。
4. 《人間有真情》[12]作者：崔玖 出版社：文經社 出版日期：1993年 ISBN 9576630347。